# Сусаг (Арад)
Сусаг (рум. Susag) насеље је у Румунији у округу Арад у општини Краива. Oпштина се налази на надморској висини од 121 m.

## Становништво
Према подацима из 2002. године у насељу је живело 388 становника, од којих су сви румунске националности.